# کوچی، ورمانت
کیوچی (به انگلیسی: Quechee) یک منطقهٔ مسکونی در ایالات متحده آمریکا است که در شهر هارتفورد، در ایالت ورمانت واقع شده‌است. کیوچی ۵٫۰ کیلومتر مربع مساحت و ۶۵۶ نفر جمعیت دارد و ۱۷۶٫۷۹ متر بالاتر از سطح دریا واقع شده‌است.